# Mr. Monk in Outer Space
Mr. Monk in Outer Space, è il quinto romanzo scritto da Lee Goldberg basato sulla serie televisiva Detective Monk, pubblicato il 30 ottobre 2007. Come gli altri romanzi, il racconto è narrato da Natalie Teeger, l'assistente personale di Adrian.

## Personaggi
- Adrian Monk: il detective protagonista della serie, interpretato nella serie da Tony Shalhoub
- Natalie Teeger: assistente di Adrian e narratrice del romanza, interpretata nella serie da Traylor Howard
- Leland Stottlemeyer: capitano della polizia di San Francisco, interpretato nella serie da Ted Levine
- Randy Disher, tenente della polizia, assistente di Stottlemeyer, interpretato nella serie da Jason Gray-Stanford
- Charles Kroger, psichiatra che ha in cura Monk, interpretato nella serie da Stanley Kamel
- Sharona Fleming, infermiera ed ex assistente di Monk, interpretata nella serie da Bitty Schram
- Julie Teeger: la figlia adolescente di Natalie, interpretato nella serie da Emmy Clarke